# Hermann von Minden
Hermann von Minden (auch Hermann Scynne/Schinna; † nach 2. Oktober 1299) war Dominikaner und Provinzial der deutschen Ordensprovinz.
Hermann war erstmals von 1277 bis 1281 Vikar der Provinz Teutonia. 1284 ist er als Prior des Dominikanerkonventes in Straßburg nachweisbar. Von 1286 bis 1291 war er Provinzial der Dominikaner in Deutschland, 1293/1294 war er abermals Vikar der Provinz. Seine Briefe stellen eine wichtige Quelle für die Provinzgeschichte des 13. Jahrhunderts dar.